# Abraham Sharp
Abraham Sharp   (Little Horton, 1653 - Bradford, 18 de juliol de 1742) va ser un astrònom anglès dels segles XVII-XVIII, col·laborador de John Flamsteed.

## Vida
No es coneix gran cosa de la seva vida abans de 1684 quan va començar a viure a Londres. Sabem que, fill d'una família benestant, va estudiar a l'escola secundària de Bradford, que es va iniciar en els negocis (seguint la tradició familiar) i que en morir el seu pare (1672) va rebre un llegat que li va permetre estudiar i ensenyar matemàtiques a Liverpool entre 1670 i 1684.
El 1684 va estar treballant uns mesos a l'Observatori de Greenwich sota les ordres de John Flamsteed, i el 1688 va tornar a ser contractat per l'observatori per a construir un aparell astronòmic.
El 1690, es va traslladar a Portsmouth on va treballar d'administratiu per a les drassanes reials. Finalment, el 1694, en morir un dels seus germans, va abandonar la seva carrera científica i se'n va entornar al seu poble natal on hi va restar fins a la seva mort. Tot i així, va continuar en el seu temps lliure amb els seus estudis matemàtics i va mantenir una nodrida correspondència amb John Flamsteed.

## Obra

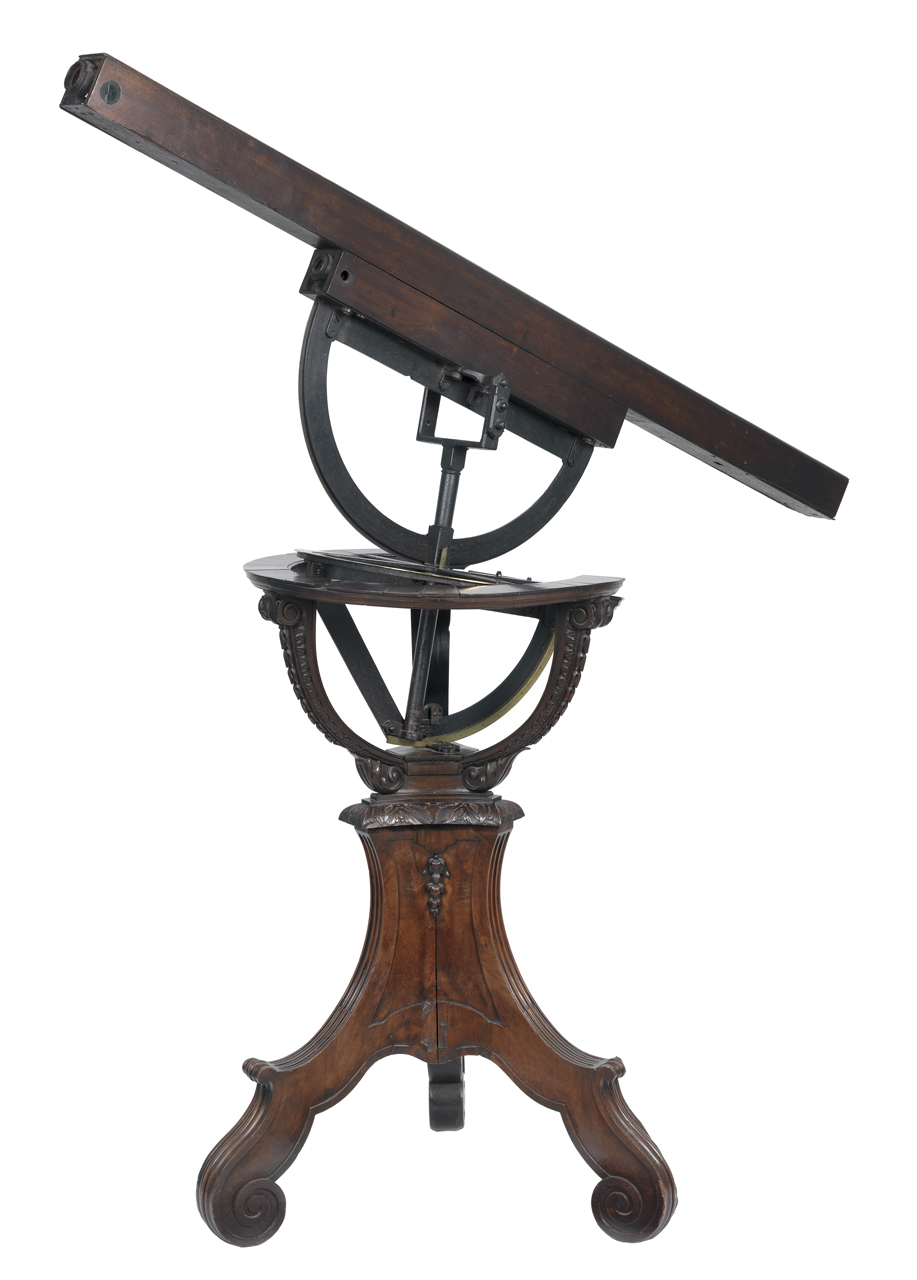
Telescopi de fusta d'Abraham de Sharp

En els 49 anys que va viure a Bradford, va continuar fabricant instruments astronòmics i va emprendre la tasca de fer càlculs matemàtics intensius, arribant a calcular el valor del nombre π amb 72 decimals exactes. Henry Sherwin va utilitzar els seus precisos càlculs per a publicar unes taules trigonométriques força acurades el 1705.
El 1717 va publicar un llibre titulat Geometry Improved, en el qual estudiava els poliedres amb el mateix grau de precisió amb el que havia treballat les seves taules trigonomètriques.
També va mantenir una copiosa correspondència amb Flamsteed, sobre temes astronòmics i matemàtics.